# Dienst Speciale Interventies
De Dienst Speciale Interventies (DSI) is in Nederland de overkoepelende dienst die de leiding heeft bij nationale operaties van de speciale eenheden van politie en defensie. De DSI is op 1 juli 2006 opgericht en is ondergebracht bij de Eenheid Landelijke Opsporing en Interventies van de Nationale Politie. De DSI is in staat om een snelle en adequate respons te geven bij een terroristische aanslag of andersoortige gewelddadige verstoringen van de openbare orde en veiligheid waarvoor de reguliere politie onvoldoende toegerust is.
Personeel van de DSI wordt – op vrijwillige basis – gerekruteerd uit de gelederen van politie en defensie. Ook vrouwen kunnen de opleiding volgen, door de zware fysieke eisen zijn er momenteel echter geen vrouwelijke operators actief binnen de DSI. De DSI heeft een grootte van ongeveer 600 militairen en agenten. Binnen de DSI werken politiemensen en militairen nauw samen, in geen enkel ander land vallen eenheden van zowel de politie als defensie onder hetzelfde commando. Al het operationele DSI-personeel dat vanuit het KCT of MARSOF gedetacheerd is bij DSI heeft de status van buitengewoon opsporingsambtenaar (artikel 142 Strafvordering). Politie- en KMar personeel is algemeen opsporingsambtenaar (artikel 141 Strafvordering)
Sinds de reorganisatie van de politie in 2013 zijn de arrestatieteams van de politie onderdeel geworden van de DSI en worden deze aangeduid als Aanhoudings- en Ondersteuningsteams (AOT’s). Sindsdien zijn er binnen de DSI drie afdelingen; respectievelijk de Afdeling Aanhoudings- en Ondersteuningsteams (AOT's), de Afdeling Interventie (AI) en de Afdeling Expertise & Operationele Ondersteuning (AE&OO). Binnen de DSI neemt de Afdeling AOT grofweg 80% van de inzetten voor haar rekening.

## Geschiedenis
Sinds de Aanhoudings- en Ondersteuningsteams (AOT's) in 2013 onder het commando van de DSI werden geplaatst, opereren eenheden met een grotendeels onafhankelijke geschiedenis onder één commando. Daarom wordt bij de beschrijving van het verleden van de DSI onderscheid gemaakt tussen de respectievelijke geschiedenis van de Bijzondere Bijstandseenheden en de geschiedenis van de Aanhoudings- en Ondersteuningsteams.

### Bijzondere Bijstandseenheden

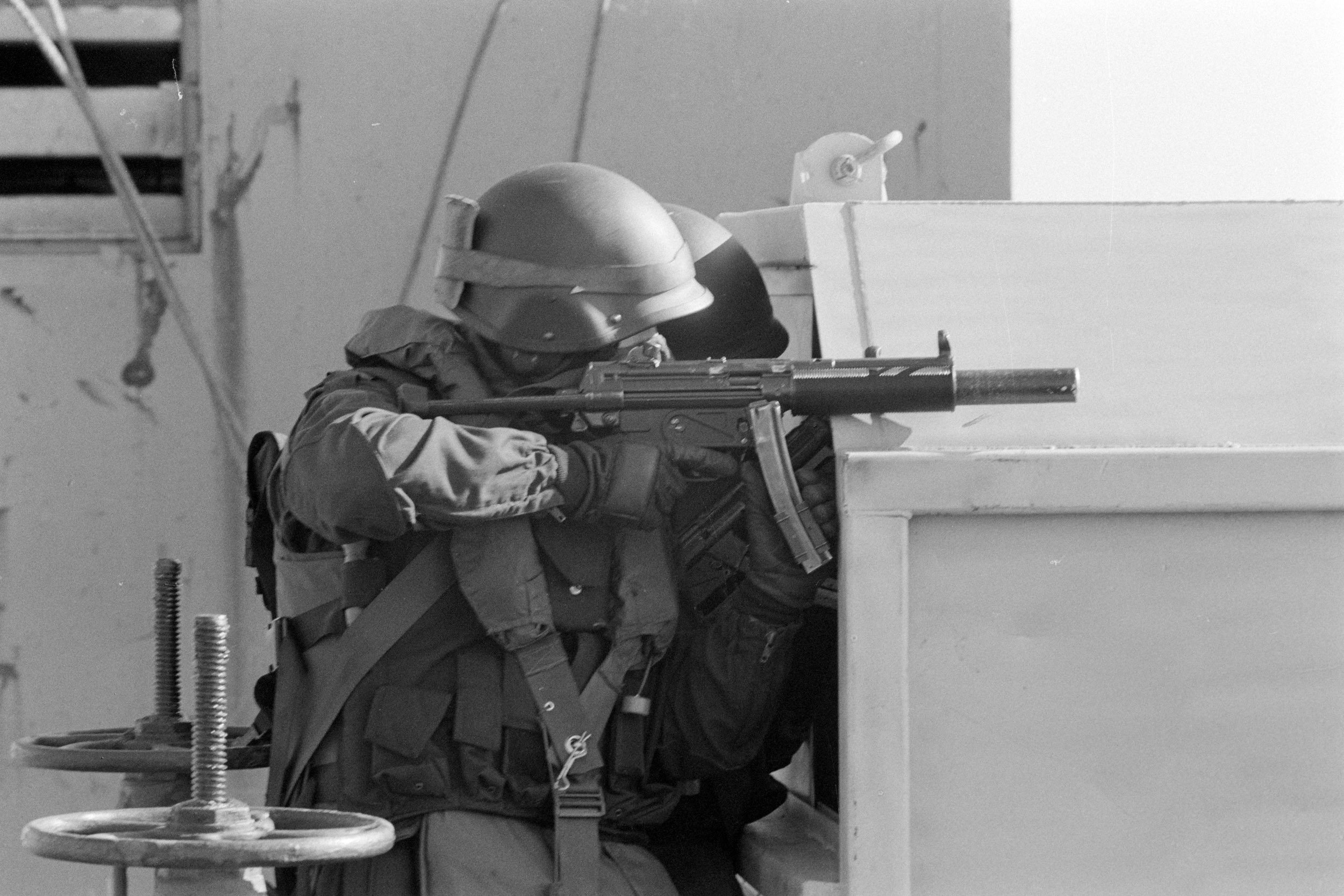
Bijzondere Bijstandseenheid Mariniers tijdens een oefening op een NAM-olieplatform in 1990

In 1972 werd de eerste Nederlandse contraterrerreureenheid opgericht onder de naam Bijzondere Bijstandseenheid Mariniers (BBE-M). Deze oprichting vond plaats naar aanleiding van het bloedbad in München van dat jaar, in combinatie met de toenemende terreurdreiging in geheel Europa gedurende de jaren '70. De leden van deze nieuwe eenheid werden geworven uit het Korps Mariniers. 
In 2005 werd de eenheid hernoemd tot Unit Interventie Mariniers (UIM). In 2013 werd de eenheid met de oprichting van NLMARSOF wederom hernoemd, ditmaal tot M-Squadron. De benaming UIM is echter nog steeds in gebruik binnen de DSI en omvat M-Squadron en haar ondersteunende elementen.
In navolging van de oprichting van de BBE-M werden ook twee eenheden gevormd die bestonden uit langeafstandschutters: de BBE-Politie (BBE-P) en de BBE-Krijgsmacht (BBE-K). Personeel van de BBE-P werd uit de politie, waar BBE-K personeel uit de Nederlandse krijgsmacht werd gerekruteerd. De taken van de BBE-P en BBE-K werden met de oprichting van de DSI overgenomen door de Afdeling Expertise & Operationele Ondersteuning (AE&OO).
In 2004 werd de BBE-Snelle Interventie Eenheid (BBE-SIE) actief. De BBE-SIE bestond uit personeel van zowel politie als krijgsmacht en fungeerde als snel inzetbare contra-terreureenheid. De taken van de BBE-SIE werden met de oprichting van de DSI overgenomen door de Afdeling Interventie (AI).

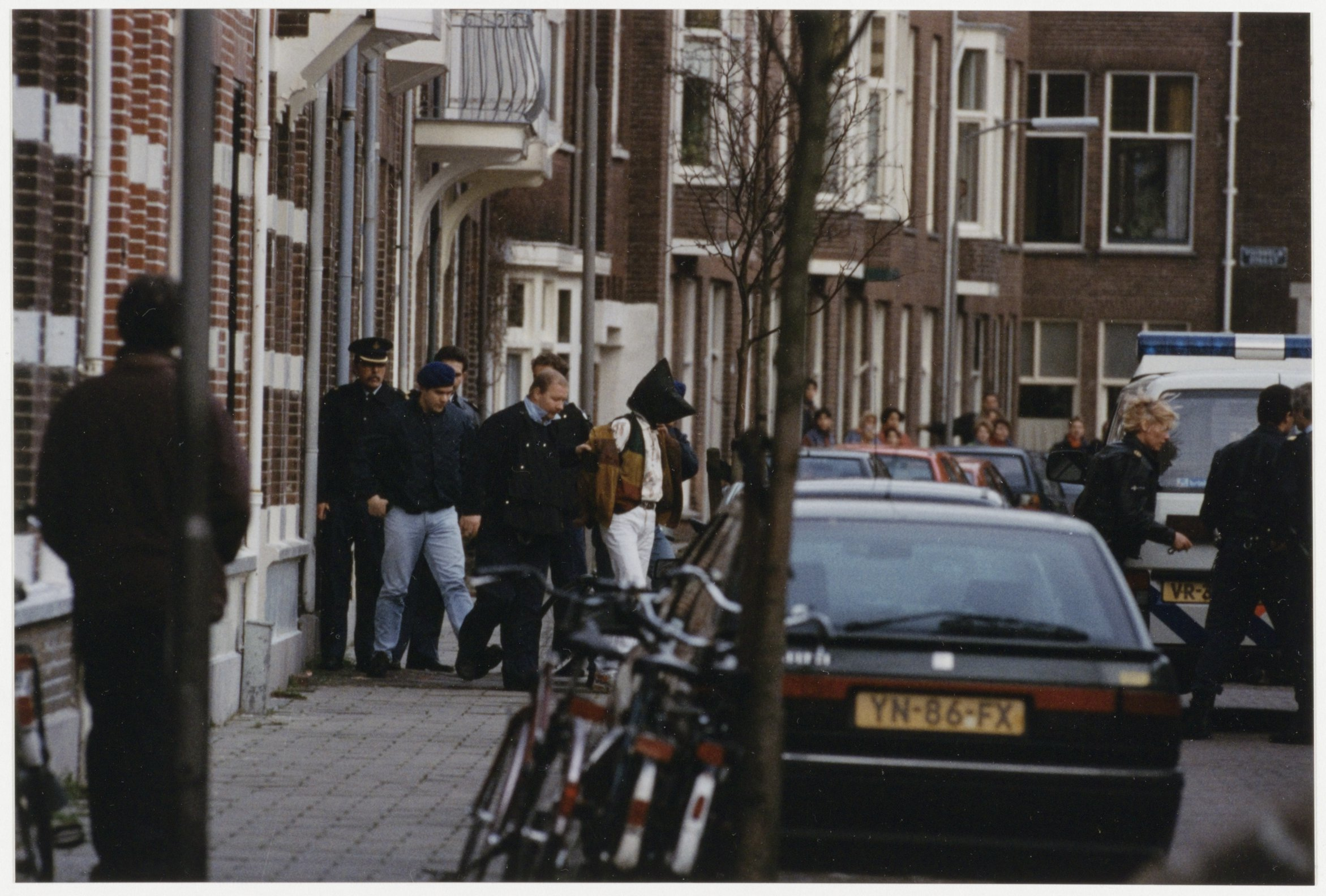
Aanhouding van drie verdachten van een vermeende gijzeling door het arrestatieteam in Haarlem, in 1995. Het lid van het AT is te herkennen aan de kenmerkende blauwe baret.

### Arrestatieteam
Eind jaren zestig ontstond er bij de Nederlandse politie behoefte aan eenheden die in staat waren om de gewelddadiger geworden criminaliteit het hoofd te bieden. In 1969 richtte de gemeentepolitie van Arnhem als eerste een Groep Bijzondere Opdrachten op. Bij diverse districten van de Rijkspolitie ontstonden vergelijkbare groepen. In 1973 kreeg een van die groepen het label arrestatieteam (AT). Deze ontwikkeling leidde uiteindelijk tot het opzetten van de eerste opleiding voor AT’s bij de Rijkspolitie, in 1978. In 1979 stelden de ministers van Justitie en Binnenlandse Zaken bij de Rijkspolitie vier en bij de gemeentepolitie in de grote steden zes AT’s in. De bijbehorende regelgeving bepaalde dat AT’s uitsluitend konden worden ingezet voor de aanhouding van vuurwapengevaarlijke verdachten en uitsluitend met toestemming van de hoofdofficier van justitie. In 1975 richtte de Koninklijke Marechaussee (KMar) de Brigade Speciale Beveiligingsopdrachten (BSB) op, primair voor het beveiligen van voornamelijk hooggeplaatste militairen en andere personen tegen wie er een dreiging was. In 1976 werd de BSB met 24 man operationeel. Die eersten werden opgeleid bij de GSG 9 in West-Duitsland.
Na de reorganisatie van de Nederlandse politie in 1994 zijn de AT’s van de rijks- en gemeentepolitie gaandeweg gereorganiseerd in zes interregionale AT’s van de politie. In 1994 kreeg de BSB KMar de officiële status van AT en werd daarmee het zevende AT. Sinds de reorganisatie van de politie in 2013 worden de politie AT’s officieel aangeduid als Aanhoudings- en Ondersteuningsteams (AOT’s) en zijn zij onderdeel van de DSI.

### Oprichting en ontwikkeling DSI
Een van de aanleidingen voor de oprichting van de DSI was de moeizame arrestatie van twee, inmiddels veroordeelde, leden van het terroristische netwerk de Hofstadgroep in Den Haag, eind 2004. Diverse speciale eenheden, waaronder de BBE-SIE, hadden de hele dag nodig voor de arrestatie van de verdachten. Bij de inzet schoot de onderlinge afstemming en coördinatie van procedures tussen de betrokken eenheden tekort.
Om dit soort situaties in de toekomst te voorkomen, werd er, naar aanleiding van een (deels) vertrouwelijk advies van professor Cyrille Fijnaut en een deskundigenrapport vanuit het Openbaar Ministerie (OM), de politie en het ministerie van Defensie, door het kabinet-Balkenende II besloten om het oude Stelsel van Speciale Eenheden, de Bijzondere Bijstands Eenheid te herzien. Deze herziening kwam voort uit de wens en noodzaak om de eenheden binnen het stelsel efficiënter in te kunnen zetten en meer samenhang tussen de eenheden in het stelsel te creëren. Hierdoor zou een optimale inzet tegen de hedendaagse terreurdreigingen mogelijk moeten worden. De Tweede Kamer werd op 3 juni 2005 geïnformeerd over dit kabinetsstandpunt. Onder regie van de Nationaal Coördinator Terrorismebestrijding en Veiligheid (NCTV) is de nieuwe dienst DSI in 2005 officieus van start gegaan. De officiële oprichting vond plaats op 1 juli 2006. Met de oprichting van de DSI werden er voor het eerst in de Nederlandse geschiedenis politietaken samengevoegd met militaire taken.
In 2007 verscheen een rapport waaruit bleek dat de DSI kampte met een groot tekort aan personeel. Dit tekort werd deels veroorzaakt doordat relatief veel personeel de dienst verliet. Reden van vertrek betrof veelal een te beperkte inzet van de dienst. Desalniettemin concludeerde de Commissie ter evaluatie van de herinrichting van het stelsel van speciale eenheden in haar rapport dat er vertrouwen was in het stelsel en dat het stelsel in algemene zin aan zijn doel beantwoordde. De commissie was enthousiast over de samenwerking tussen politie en militairen.
In 2015, na de aanslag op de redactie van het Franse magazine Charlie Hebdo, ontstond de behoefte aan snellere en meer flexibele inzet van speciale eenheden in Nederland. Als reactie hierop werden de Rapid Response Teams (RRT) opgericht. Hierop werden DSI-eenheden direct inzetbaar, in flexibele teams, vanuit meerdere locaties in Nederland. Ook kreeg de DSI structureel extra budget om uit te breiden. In 2015 €14,4 miljoen, in 2017 €10 miljoen, in 2018 €18 miljoen en vanaf 2019 €22 miljoen.
Begin 2018 werd bekend dat er een tegenvallende instroom van personeel was. Hierdoor duurde de uitbreiding van de formatie, ondanks voldoende budgettaire middelen, langer dan verwacht bij de DSI en bleef de roosterdruk groot.

## Operaties
Het grootste deel van de inzetten van de DSI wordt niet openbaar gemaakt — desondanks krijgen sommige DSI-operaties grote publieke aandacht door vermeldingen in de media of het publieke karakter van een inzet. Enkele benoemenswaardige operaties van de DSI:
- De aanhouding van twaalf Somalische terreurverdachten in Rotterdam op 24 december 2010.[11]
- De aanhouding van de Frans-Algerijnse terreurverdachte Anis B. in Rotterdam op 27 maart 2016.[12]
- De aanhouding van een verdachte bij de beëindiging van een gijzeling van twee handhavingsambtenaren in Arnhem op 3 mei 2017.[13]
- De achtervolging van meerdere verdachten naar aanleiding van een ontsnappingspoging uit de penitentiaire inrichting in Roermond op 11 oktober 2017. Bij deze ontsnappingspoging probeerde de Amsterdamse topcrimineel Benaouf A. met behulp van een helikopter te ontsnappen. Bij een achtervolging volgend op deze ontsnappingspoging werd de uit Frankrijk afkomstige Jaouad Aaros door een AT van de DSI doodgeschoten.[14]
- De aanhouding van verdachte Malek F. na het steekincident in Den Haag op 5 mei 2018.[15]
- De aanhouding van zeven terreurverdachten in Arnhem en Weert op 27 september 2018.[16]
- De aanhouding van vier terreurverdachten in Rotterdam op 29 december 2018.[17]
- De aanhouding van twee terreurverdachten (één Iraniër en één Nederlandse staatsburger) in Zoetermeer en Den Haag. De verdachten zouden eind 2019 een aanslag hebben willen plegen met bomvesten en een of meer autobommen.[18]
- De klopjacht op en aanhouding van verdachte Gökmen Tanis na de aanslag in Utrecht op 18 maart 2019.[19]
- In het kader van een strafrechtelijk onderzoek voerde de DSI in juni 2020 een inval bij een loods in Wouwse Plantage uit. In de loods trof de DSI zeven zeecontainers aan, waarvan er zes waren ingericht als gevangeniscel. Een zevende zeecontainer noemden de verdachten de 'behandelkamer', bedoeld om mensen te martelen. De Landelijke Eenheid van de politie gaf beelden vrij van de inval die wereldwijd het nieuws haalden.[20]
- Op 22 februari 2022 werd de 27-jarige gijzelnemer Abdel Rahman A. aangehouden nadat hij rond 22:30 uur met een dienstvoertuig (een gepantserde BMW X5) van de DSI werd aangereden. Hij kwam zwaargewond in het ziekenhuis terecht. Twee dagen later overleed hij aan de verwondingen als gevolg van de aanrijding.
- De arrestatie van Fouad L. nadat hij zijn buurvrouw en haar dochter en een arts/docent in het Erasmus Medisch Centrum in Rotterdam heeft neergeschoten op 28 september 2023.[21]
- De arrestatie van een 28-jarige gijzelnemer na een gijzeling van 4 medewerkers van café Petticoat in Ede op 30 maart 2024.[22]

## Opleiding en specialismen

### Opleiding

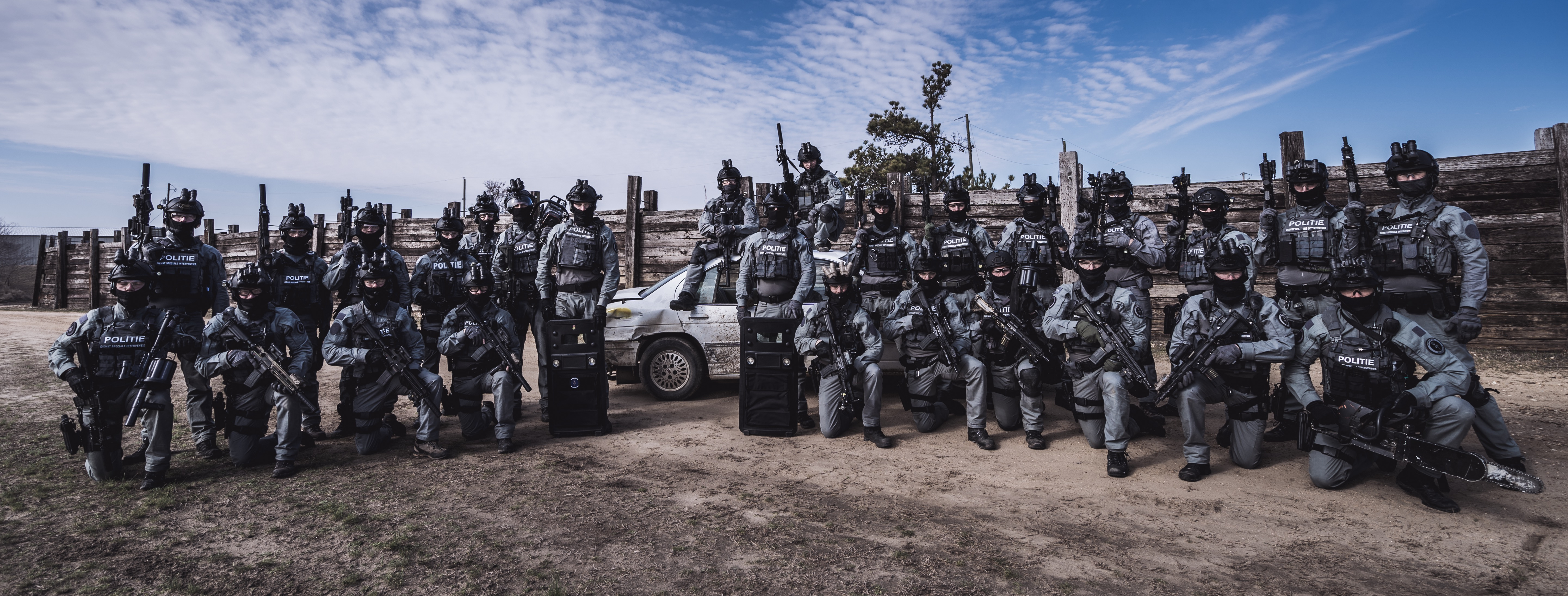
DSI (AI, AE&OO en M-Squadron) tijdens een oefening in Arkansas, Verenigde Staten.

In 1978 begon bij de Rijkspolitie de eerste opleiding voor AT's. Sinds de reorganisatie van de Nederlandse politie in 1994 ontvangen alle medewerkers van de AT’s dezelfde ‘basisopleiding AOT’ aan de Politieacademie, sinds 2006 ook die van het arrestatieteam van de BSB KMar.
Het opleidingstraject begint met de testweek van vijf dagen, hierin gaan de aspiranten aan de slag met sport, casussen en samenwerkingsoefeningen. Ook diverse psychologische onderdelen komen aan bod. Bij succesvolle afronding van de testweek, psychologische en medische keuring en een positieve beoordeling van het veiligheidsonderzoek mogen de aspiranten beginnen aan de DSI-opleiding. De DSI-opleiding kent een modulaire opbouw waarmee de onnodige uitval van beloftevolle kandidaten tot een minimum wordt beperkt en waarmee daar waar nodig maatwerk kan worden geleverd. De eerste fase van de opleiding heet de witte module, die geldt als een aanleerfase, duurt vier weken. Aspiranten beginnen met de rijopleiding van één week en gaan verder aan de slag met de basis AOT-vaardigheden als schieten, procedures, aanhoudingstechnieken en zelfverdedigingstechnieken (AZV) en casuïstiek. Bij een positief advies mogen de aspiranten de opleiding voortzetten.
De tweede fase van de opleiding, de grijze module, geldt als een trainings- en ontwikkelfase. In deze module leren de kandidaten de aangeleerde vaardigheden en procedures in realistische scenario's toe te passen door middel van vaardigheidstrainingen, rollenspelen en oefeningen. De grijze module kent een duur van 14 weken. Na de grijze module volgt nog een week waarin de aspiranten bekwaam worden gemaakt in het werken op hoogte. Hierna vangt de praktijkbegeleidingsmodule aan, die gemiddeld zo'n half jaar duurt. Tijdens deze module gaan de aspirant-operators aan de slag binnen een van de arrestatieteams en draaien zij onder toeziend oog van een praktijkbegeleider mee in ernstinzetten. Na succesvolle afronding van deze fase ontvangen de kandidaten de blauwe baret en gaan zij als operator aan de slag binnen een van de zes AOT's.
Mariniers of commando’s die worden gedetacheerd bij de Afdeling Interventie (AI) komen voort uit de antiterreureenheden van die korpsen. Ook zij doorlopen voor zij bij de AI komen eerst de AOT-opleiding. Daarna moeten zij hun certificaat basisbekwaamheid buitengewoon opsporingsambtenaar (BOA) halen. Met dit diploma én een akte van opsporingsbevoegdheid krijgen zij de Boa - generieke opsporing status. Zij hebben dan (enkel) opsporingsbevoegdheid voor zover het om specifieke DSI taken en inzetten betreft. Door de strenge psychosociale en fysieke selectie van het personeel, de speciale AOT-opleiding, frequente training en de specifieke uitrusting zijn de leden van al deze teams goed toegerust om te kunnen optreden in moeilijke, gevaarlijke en wisselende situaties. De intensieve opleiding van ongeveer duizend uren in zo’n twintig weken vormt het basisinstrumentarium. De cursisten leren om snel te kunnen klimmen én dalen op de geweldsladder.
Verder ontwikkelt elk lid van het AT op den duur een specialisme. In overleg met de leiding staat het de individuele AT'er vrij om een eigen keuze te maken voor een specialisme. De verscheidenheid aan specialismen binnen een AT is groot. Zo kunnen AT'ers onder andere kiezen voor de volgende specialismen:

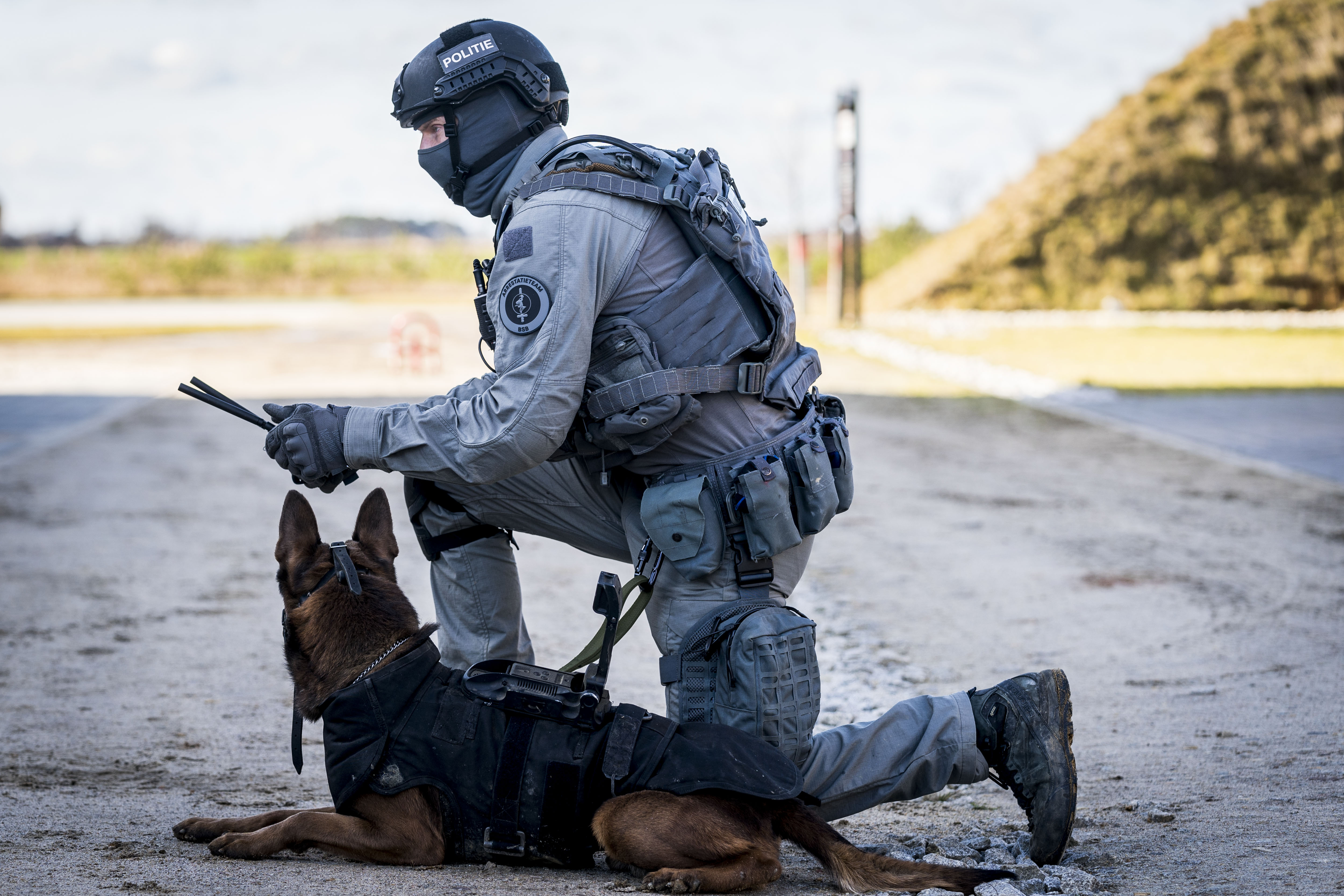
Hondengeleider van het AOT met zijn diensthond, een Mechelse herder. De viervoeter is hier uitgerust met een camerasysteem dat kan worden gebruikt voor verkenningen en het geven van commando's

- Duiken: duikers van het AT worden regelmatig ingezet voor het veiligstellen van (vuur)wapens in het water ter ondersteuning van de (forensische) recherche.
- Hoogte Specialist: deze AT'ers worden opgeleid voor het opereren op (grote) hoogte voor zowel aanhoudingen als reddingsoperaties.
- SF-Medic: de medic-opleiding is een specialistische opleiding tot gewondenverzorger. Medics bij de DSI behandelen patiënten op basis van de X-ABCDE/MARCH methodiek. Zij werken nauw samen met MMT-artsen en ambulancepersoneel en kunnen een aantal voorbehouden medische handelingen uitvoeren die normaliter uitsluitend zijn voorbehouden aan ambulanceverpleegkundigen/artsen, zoals het uitvoeren van een cricothyrotomie, het uitvoeren van een thoracocentese, het toedienen van infuusvloeistoffen en het toedienen van diverse soorten medicatie.
- Explosievenexpert: explosievenexperts (intern ook bekend als ‘springmeesters’) specialiseren zich in de omgang met explosieven. Binnen het AT worden explosieven regelmatig gebruikt om de toegang tot deuren te forceren (ook bekend als breachen).
- Motorrijder: motorrijders van het AT specialiseren zich in het opereren op en vanaf de motorfiets. De motor wordt onder andere ingezet bij het verrichten van aanhoudingen van verdachten die zich te voet verplaatsen.
- Vuurwapendocent: vuurwapendocenten van het AT geven vuurwapentrainingen en instructies omtrent de inzet van de verschillende wapensystemen van het AT.
- Hondengeleider: de DSI heeft de beschikking over een aantal speciaal getrainde aanhoudingshonden. Deze honden kunnen worden ingezet bij de aanhouding van (vuurwapen)gevaarlijke verdachten, de honden kunnen ook voor risicovolle verkenningen worden gebruikt. Na hun werkzame leven blijven de honden vaak bij hun geleider om van hun pensioen te genieten.

## Organisatie
Sinds de vorming van de Nationale Politie in 2013 kent de DSI ook de afdeling AOT. De zes AT’s van de politie blijven decentraal over het land verdeeld, maar worden sindsdien aangestuurd en beheerd door de DSI. Het AT van de BSB KMar valt organisatorisch niet onder de DSI, maar draait wel volledig mee in de verdeling van de inzetten. Waar die in het verleden op regionale basis werden geregeld, eventueel met ondersteuning door een ander AT, verloopt dat nu vanuit een landelijke coördinatie, waardoor AT's efficiënter en doelmatiger ingezet kunnen worden. De DSI is de spil waar het stelsel van speciale eenheden om draait, maar de DSI en het stelsel van speciale eenheden vallen niet samen. Zo zijn M-Squadron en het AOT van de BSB organisatorisch geen onderdeel van de DSI, maar werken de operators van deze eenheden veelal wel onder leiding van de DSI.
Tot 1 januari 2024 was het DSI ondergebracht bij de Landelijke Eenheid.

## Afdelingen

#### Afdeling AOT

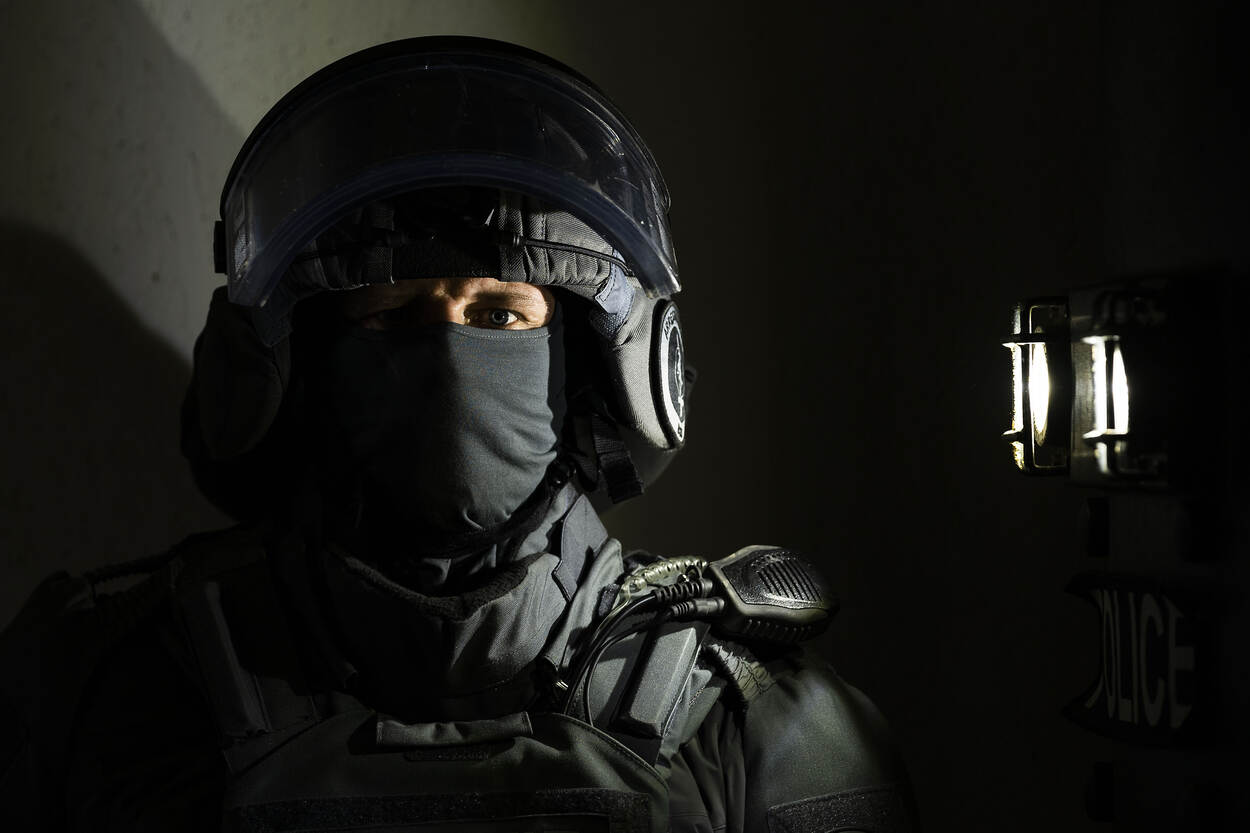
Een lid van het AOT van de BSB met de 'zware' helm

De Afdeling AOT omvat zes regionale Aanhoudings- en Ondersteuningsteams (A-AOT), in de volksmond bekend als arrestatieteams, zijnde: AOT Noord-Oost, AOT Den Haag, AOT Zuid, AOT Amsterdam, AOT Midden en AOT Rotterdam. Alhoewel de AOT's een eigen verantwoordelijkheidsgebied hebben zijn de teams onderling uitwisselbaar en kunnen zij waar nodig buiten de eigen regio, in geheel Nederland worden ingezet. Naast de zes AOT's van de politie stelt ook de Brigade Speciale Beveiligingsopdrachten (BSB) van de Koninklijke Marechaussee haar AOT beschikbaar aan de DSI. Het AOT van de BSB is identiek opgeleid en volledig interoperabel met de overige AOT's, en draait als volwaardig onderdeel mee in de DSI-inzetten. Een AOT bestaat uit een teamchef, vier sectiecommandanten, de teamleden en een administratief medewerker.
De hoofdtaak van de AOT's is de planmatige aanhouding van (vuurwapen)gevaarlijke verdachten, waarvoor de reguliere politie onvoldoende opgeleid en uitgerust is. De AOT-aanhoudingen zijn vaak het laatste hoofdstuk van een strafrechtelijk onderzoek. Naast de planmatige aanhoudingen worden de AOT's tevens veelvuldig ingezet voor ad hoc-casussen zoals terroristische dreiging of verwarde personen die een gevaar voor zichzelf en/of hun omgeving vormen. Verder levert de afdeling AOT operators voor de Rapid Response Teams (RRT's); dit zijn kleinschalige DSI-surveillances die snel ter plaatse komen bij terroristische of andere geweldsincidenten. Sinds begin jaren negentig schommelt het jaarlijkse aantal aanhoudingen door de AOT's tussen de 1.200 en 1.500.

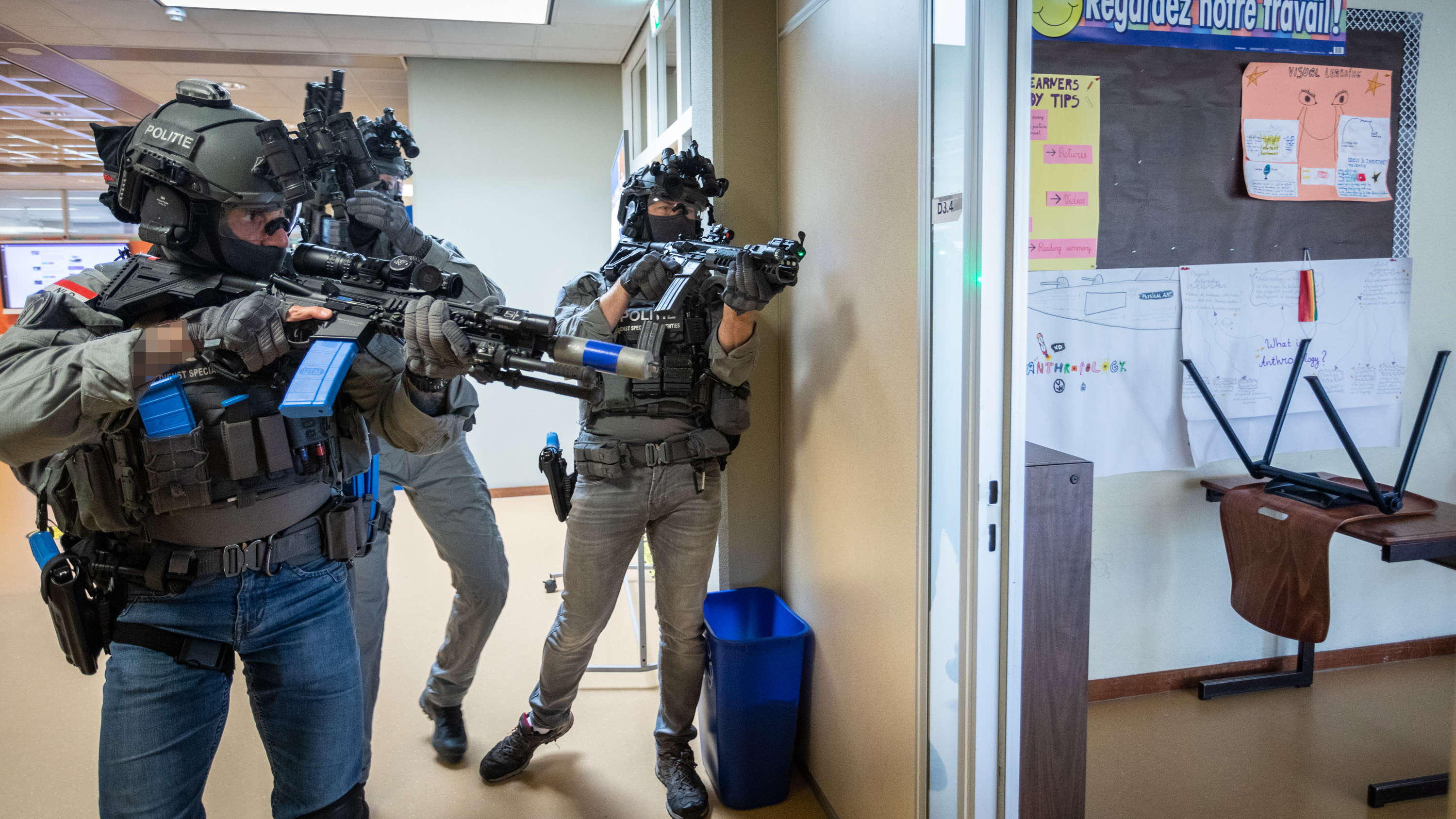
AI-operators van de Quick Reaction Force zuiveren een klaslokaal tijdens een oefening

#### Afdeling Interventie

Embleem van het Bravo-team van de AI.

De Afdeling Interventie (AI) is een gemengde eenheid die bestaat uit zowel politie- als defensiepersoneel, en is primair belast met de aanhouding van terreurverdachten met plannen voor een terreurdaad en de aanhouding of uitschakeling van personen die bezig zijn met een terreurdaad. De afdeling bestaat ruwweg uit een derde operators van M-Squadron (NLMARSOF) van het Korps Mariniers en enkele operators van het Korps Commandotroepen, een derde AOT’ers van de BSB KMar en een derde AOT’ers van de politie. De AI heeft sinds 2009 ook de status van AOT, maar is daar beperkt voor beschikbaar. Die ervaring draagt wel bij aan het onderhouden van hun operationele vaardigheden. Personeel van de AI dat van defensie afkomstig is wordt voor een bepaalde tijd bij de afdeling gedetacheerd en volgt hiervoor eerst de AOT-opleiding en de opleiding tot interventiespecialist. De AI bestaat uit een Alfa-, Bravo- en Charlie-team, de exacte personele omvang is geheim.
Naast de planmatige operaties heeft de AI op enkele strategische locaties uitvalsbases ingericht voor de zogeheten Quick Reaction Force (QRF) om bij daadwerkelijke aanslagen met voldoende personeel en slagkracht een interventie te kunnen plegen. Het reactieconcept van de DSI voorziet verder in drie middelzware helikopters om in geheel Nederland snel voldoende personeel en slagkracht te kunnen inzetten in voor rechtshandhaving en (direct) levensbedreigende omstandigheden; Quick Reaction Air (QRA).

#### Afdeling Expertise & Operationele Ondersteuning
De Afdeling Expertise & Operationele Ondersteuning (AE&OO) is belast met het leveren van ondersteuning aan operaties van de overige DSI-onderdelen. De afdeling bestaat onder meer uit expert precisieschutters (EPS), onderhandelaars en drone-/robotspecialisten, en wordt net als de AI gevormd door een mix van militairen en politiepersoneel. AE&OO-operators treden waar noodzakelijk op als integraal onderdeel van een DSI-team.

#### Unit Interventie Mariniers

Embleem van het M-Squadron.

De Unit Interventie Mariniers (UIM) wordt in de kern gevormd door operators van M-Squadron van de Netherlands Maritime Special Operations Forces (NLMARSOF), de special operations forces (SOF) van het Korps Mariniers. Naast M-Squadron operators bestaat de UIM uit enkele NLMARSOF-staffunctionarissen en een troop van de Surface Assault & Training Group van het Korps Mariniers met FRISC-vaartuigen. De UIM is gespecialiseerd in het uitvoeren van grootschalige, mogelijk langdurende en complexe interventies. Naast de specialisatie in maritieme objecten als schepen en boorplatforms traint M-Squadron tevens regelmatig op massatransportmiddelen als treinen en passagiersvliegtuigen. Het M-Squadron van het Korps Mariniers hoort bij het stelsel van speciale eenheden en opereert als integraal onderdeel van de DSI, maar valt organisatorisch niet onder de DSI. Bij een eventuele inzet heeft het hoofd-DSI wel de leiding over het aandeel van het M-Squadron in het geheel van de inzet. Binnen de DSI geldt de UIM als het ultimum remedium; de eenheid kent geen geweldsplafond en dient in staat te zijn alle mogelijke dreigingen weg te nemen. Hiervoor beschikt de UIM over de 'zwaarste' uitrusting en bewapening van de verschillende DSI-afdelingen.

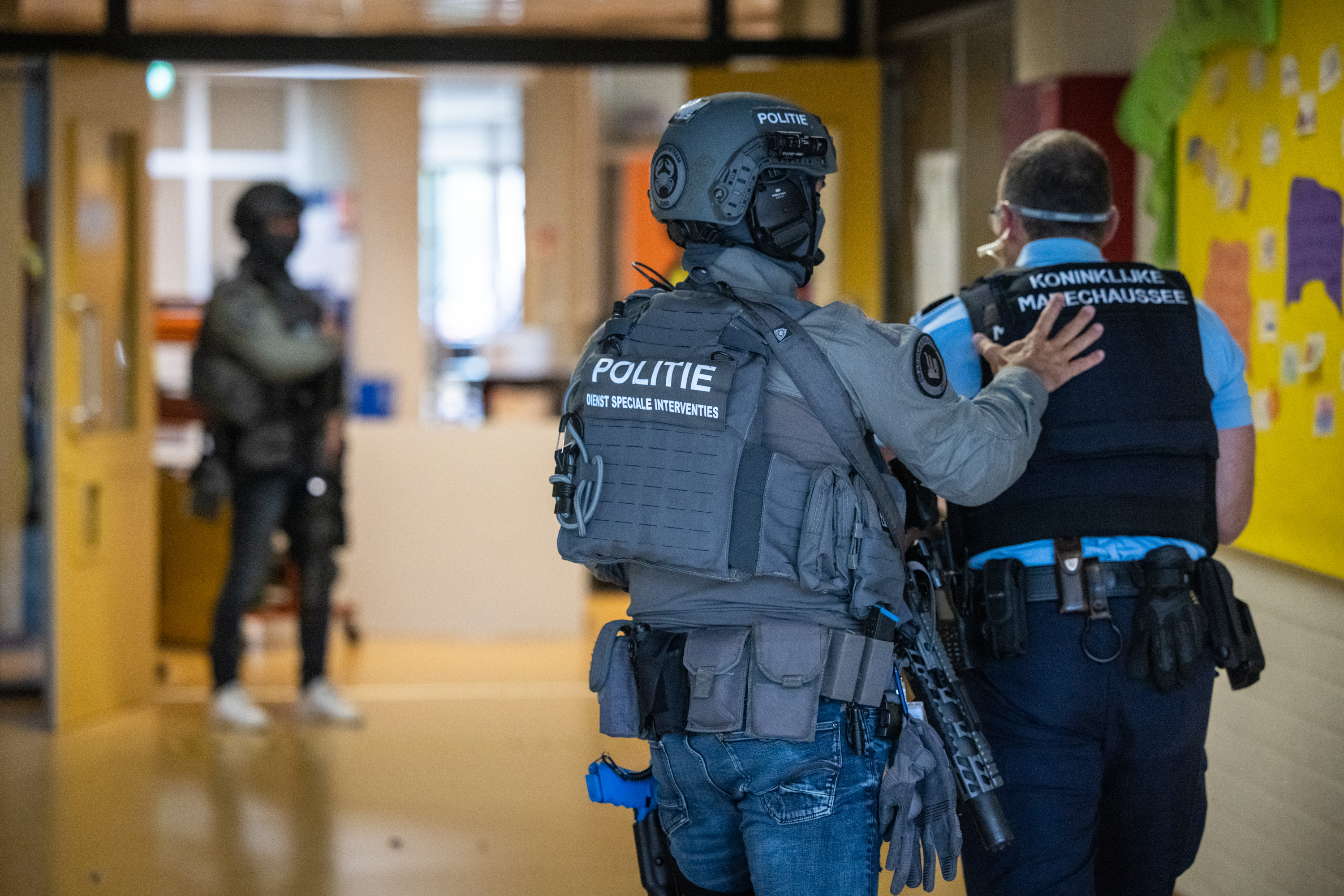
DSI-operator van AOT Zuid tijdens een gezamenlijke oefening met de Koninklijke Marechaussee
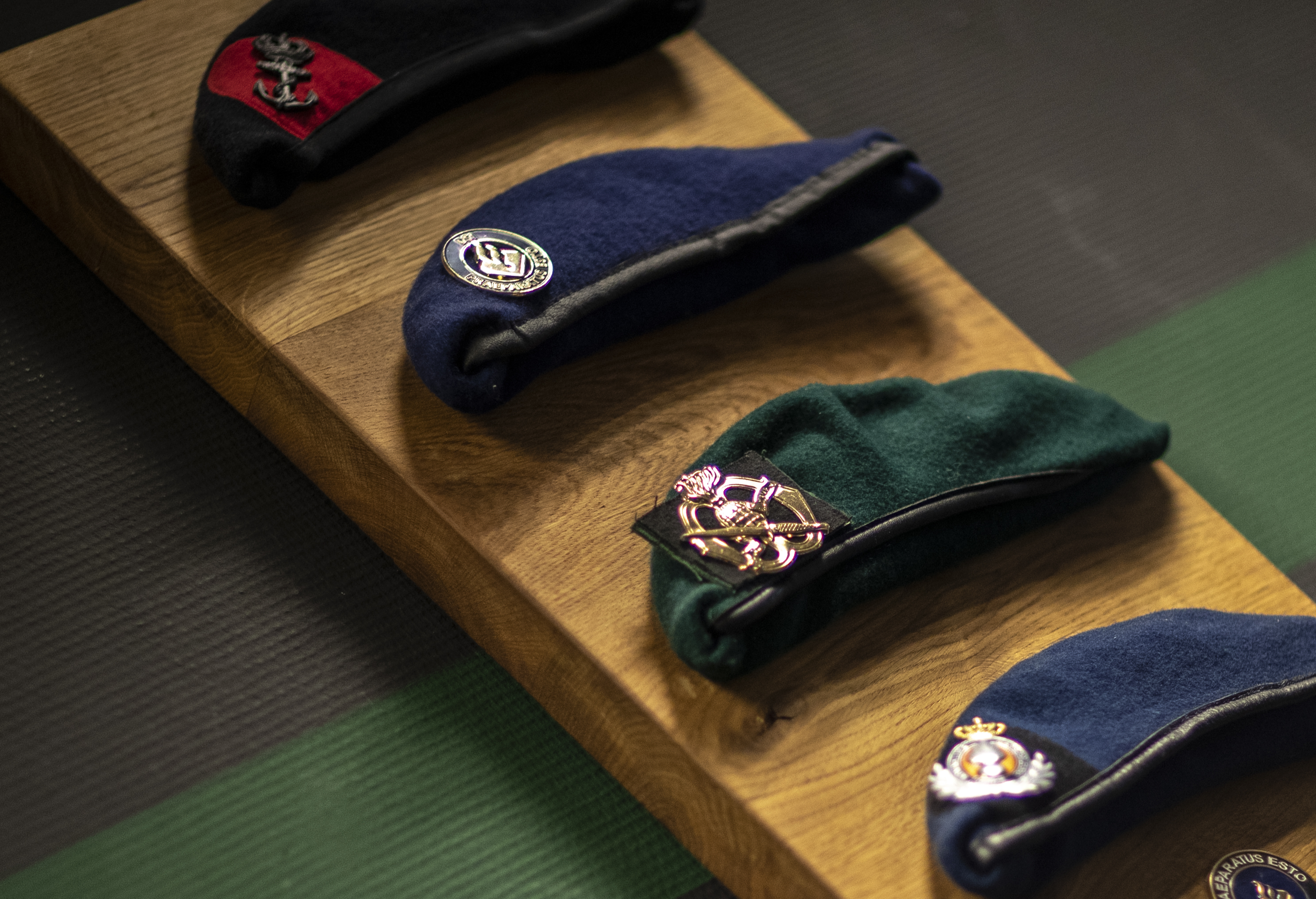
De verscheidenheid aan baretten binnen de Afdeling Interventie; Korps Mariniers, politie, Korps Commandotroepen en Koninklijke Marechaussee
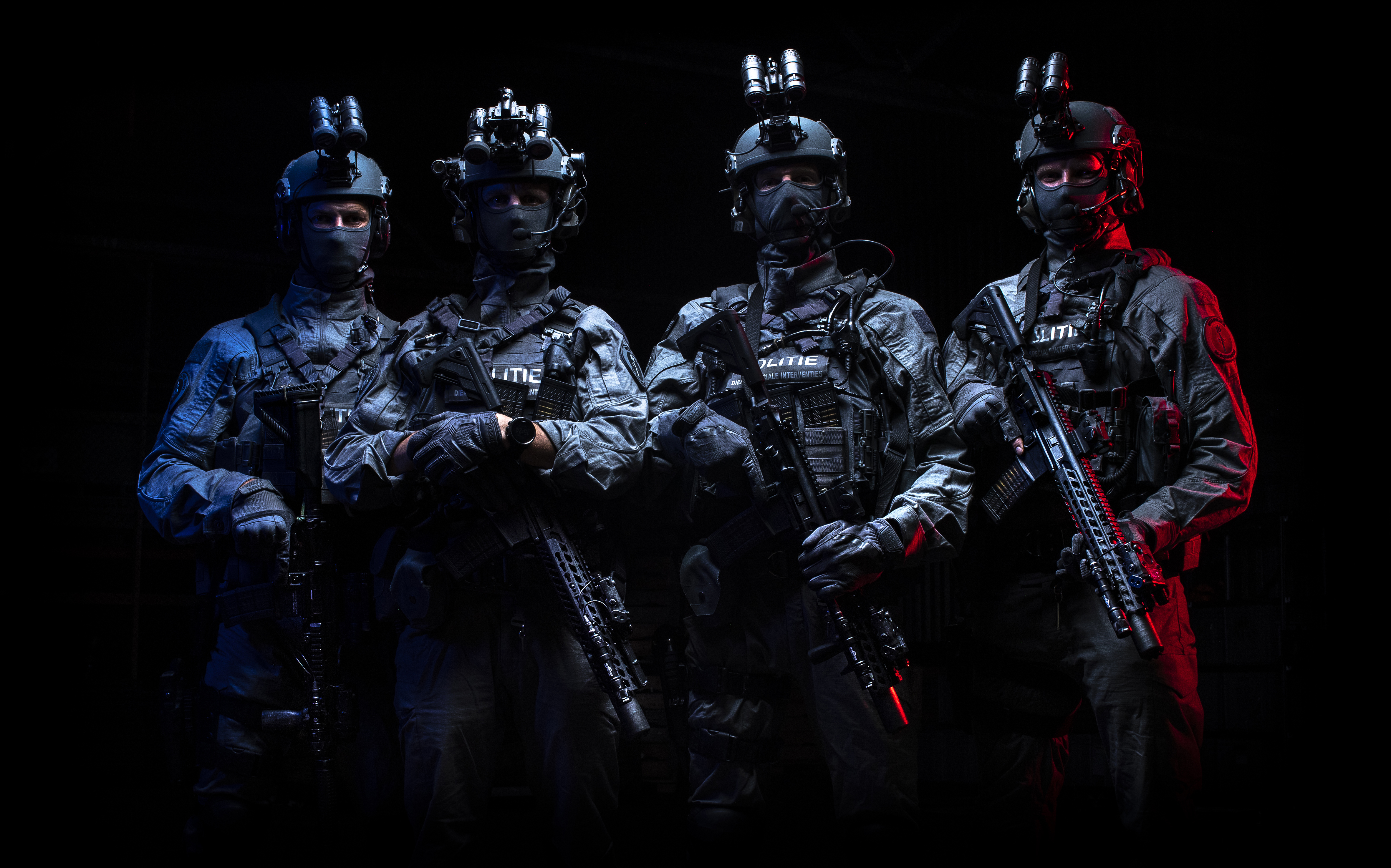
M-Squadron operators dragen hetzelfde kenmerkende grijze uniform als de overige DSI-afdelingen
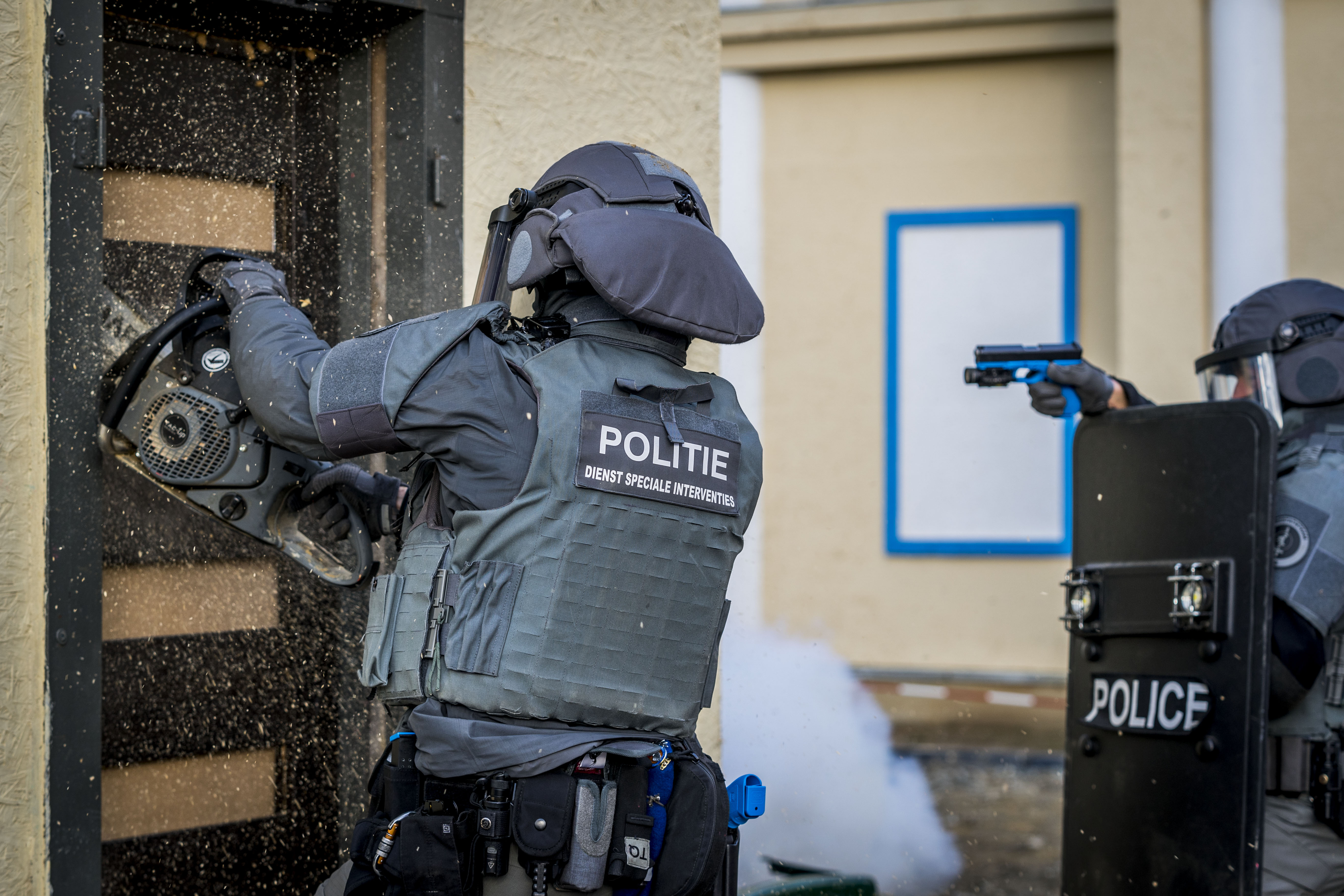
AOT'ers verschaffen zich door middel van een kettingzaag toegang tot een oefenobject

## Wettelijke taken
In Artikel 11 van het Besluit beheer politie zijn de wettelijke taken van de Dienst Speciale Interventies vastgelegd. Hierin wordt weer onderscheid gemaakt tussen aanhoudings- en ondersteuningsteams (afdeling AOT) en de bijzondere bijstandseenheden (AI, AE&OO en UIM).

### Taken DSI
De Dienst Speciale Interventies heeft in ieder geval tot taak:
1. het in stand houden van aanhoudings- en ondersteuningsteams die, indien redelijkerwijs mag worden aangenomen dat levensbedreigende omstandigheden tegen de politie of anderen dreigen, tot taak hebben:
- het verrichten van planmatige aanhoudingen;
- het bewaken en beveiligen van politie-infiltranten;
- het assisteren bij het bewaken en beveiligen van het transport van getuigen, verdachten of gedetineerden;
- het assisteren bij het bewaken en beveiligen van objecten en andere werkzaamheden waarvoor toestemming is verkregen van het bevoegd gezag;

2. het in stand houden van één of meerdere bijzondere bijstandseenheden als bedoeld in artikel 59, eerste lid, van de Politiewet 2012 of onderdelen daarvan.

### Taken bijzondere bijstandseenheden
De taken van de bovengenoemde bijstandseenheden zijn vervolgens vastgelegd in de Regeling Dienst Speciale Interventies:
1. Er is een bijzondere bijstandseenheid die in het kader van de strafrechtelijke handhaving van de rechtsorde de volgende taken heeft:
- Het bestrijden van alle vormen van ernstig geweld dan wel terrorisme over het gehele geweldsspectrum;
- De beveiliging van personen en objecten in bijzondere situaties, waaronder het beveiligen van ambtenaren van de Algemene inlichtingen- en veiligheidsdienst bij operaties van die dienst;
- Het uitvoeren van andere door de Ministers van Veiligheid en Justitie en van Defensie opgedragen bijzondere onderdelen van de politietaak.

2. De bijzondere bijstandseenheid bestaat uit de volgende onderdelen:
- de Afdeling Interventie
- de Afdeling Expertise & Operationele Ondersteuning en
- de Unit Interventie Mariniers.

De Dienst Speciale Interventies houdt de eerste twee onderdelen, Afdeling Interventie en de Afdeling Expertise & Operationele Ondersteuning, in stand. Het beheer van de UIM berust bij de Minister van Defensie.

## Uitrusting

Patch zoals deze door alle DSI-eenheden op het kogelwerend vest worden gedragen.

De AOT's, AI, AE&OO en M-Squadron hebben allen hun eigen specifieke uitrusting, maar delen ook bepaalde onderdelen van de respectievelijke uitrusting. Alle operators die werkzaam zijn binnen het stelsel van speciale eenheden dragen grijze uitrusting en hebben 'Politie' op de borst, dit geldt ook voor de DSI-operators die afkomstig zijn van defensieonderdelen. De keuze voor de kleur grijs heeft meerdere redenen. De voornaamste reden voor het dragen van één kleur is dat dit de uitstraling van eenheid en esprit de corps vergroot. Verder is de DSI nu makkelijk(er) te onderscheiden van andere eenheden binnen het opsporingsapparaat. Ook speelt mee dat uniformen en uitrustingstukken in de kleur grijs minder voor handen zijn op de commerciële markt. Dit bemoeilijkt mogelijke impersonatie door kwaadwillenden.
Binnen de DSI worden sinds enige tijd zogenaamde callsigns op het uniform gedragen om tijdens inzetten onderlinge identificatie te vergemakkelijken. Hiervoor gebruikt de DSI een combinatie van letters en cijfers die de eenheid en de rol binnen het team aangeven: (0=variabel cijfer en X=variabele letter)
| Eenheid/team    | Callsign |
| --------------- | -------- |
| AI Alfa-team    | A 0-0    |
| AI Bravo-team   | B 0-0    |
| AI Charlie-team | C 0-0    |
| AE&OO           | E 0      |
| M-Squadron      | M 00 X   |
| AOT Noord-Oost  | NO 000   |
| AOT Den Haag    | DH 000   |
| AOT Zuid        | ZD 000   |
| AOT Amsterdam   | AD 000   |
| AOT Midden      | MN 000   |
| AOT Rotterdam   | RD 000   |
| AOT BSB KMar    | BSB 000  |

### Persoonlijke uitrusting
Tot de basisuitrusting van de AOT's hoort een kogelwerende helm van de fabrikant Ulbrichts, model TITAN. Deze helm heeft een vizier van zwaar gepantserd glas dat meerdere 9mm-kogels kan weerstaan. Verder dragen de AOT'ers een zwaar kogelwerend vest met eventueel extra kogelwerende opzetstukken (bijvoorbeeld voor de nek of de armen). Naar persoonlijke voorkeur draagt de AOT'er een heup- of beenholster.
De operators van AI en M-Squadron kiezen voornamelijk voor uitrusting die lichter is en meer bewegingsvrijheid biedt. Deze operators dragen meestal de kogelwerende Ops-Core FAST helm; deze helm is licht en biedt veel ruimte voor eventuele communicatiemiddelen en andere opzetstukken. Verder dragen de operators van AI en M-Squadron een kogelwerend vest van het merk First Spear, model AAC. Ook deze operators kunnen kiezen voor een heup- of beenholster. Verder behoort nachtzichtapparatuur tot de mogelijkheden, de nachtzichtkijkers PVS-31 en GPNVG-18 (extra breed zichtveld) van het Amerikaanse bedrijf TNVC kunnen aan de persoonlijke uitrusting toegevoegd worden.
Verder wordt er door de operator die bij een instap het desbetreffende object als eerste betreedt vaak gekozen voor het gebruiken van een kogelwerend schild. De DSI beschikt over verschillende typen schilden. Schilden die ballistische protectie tegen lichte munitie hebben zijn vaak relatief gemakkelijk te hanteren. Bij casussen waarbij zwaarder (vuurwapen)geweld wordt voorzien kan tevens gekozen worden voor het zwaardere kogelwerende schild dat ook munitie van bijvoorbeeld het AK-47-aanvalsgeweer kan weerstaan.

### Bewapening
| Naam               | Herkomst         | Type                  | Kaliber                                  | Foto | Opmerkingen |
| ------------------ | ---------------- | --------------------- | ---------------------------------------- | ---- | --- |
| Taser X2           | Verenigde Staten | Stroomstootwapen      | Dubbelschots                             |      | Dubbelschots stroomstootwapen in gebruik bij de AOT's dat door middel van naalden een elektrische schok toedient. |
| Glock 17           | Oostenrijk       | Pistool               | 9×19mm Parabellum                        |      | Dit pistool wordt veelal uitgerust met een laser- en lichtmodule. |
| Mossberg M590      | Verenigde Staten | Hagelgeweer           | Kaliber 12                               |      | In gebruik met less-lethal stunbag-munitie. De shotgun kan tevens worden voorzien van speciale breachpatronen voor het forceren van (gebarricadeerde) deuren. |
| SIG MCX            | Verenigde Staten | Aanvalsgeweer         | .300 AAC Blackout                        |      | Dit wapen gebruikt het zogenaamde .300 AAC Blackout-patroon, dat met 7,62×35 mm een groter penetrerend vermogen heeft dan de gebruikelijke 5,56×45mm-munitie. Ook is de MCX uitgerust met de SIG Sauer Suppressed Upper Receiver (SUR), een geïntegreerde geluiddemper. Verder is dit wapen uitgerust met een aangepaste kolf, richtmiddelen en een laser- en lichtmodule. |
| Heckler & Koch G28 | Duitsland        | Scherpschuttersgeweer | 7,62×51mm NAVO                           |      | Dit designated marksman rifle wordt ingezet om ook op middellange afstand doeltreffend te zijn. Het wapen is voorzien van een telescoopvizier, geluiddemper en lasermodule. |
| Sako TRG 22/42     | Finland          | Scherpschuttersgeweer | .300 Winchester Magnum .338 Lapua Magnum |      | Dit grendelgeweer van Finse makelij is eveneens uitgerust met een telescoopvizier en maakt gebruik van krachtige patronen. Hierdoor is het geweer ook accuraat op de lange afstand (>1000 meter). Dit wapensysteem wordt exclusief gebruikt door precisieschutters van de AE&OO.                                                                                           |
| Milkor MGL         | Zuid-Afrika      | Granaatwerper         | 40mm-granaat                             |      | Deze zesschots granaatwerper kan 40mm traangas- of rookgranaten afschieten. |

### Voertuigen
De AOT's en andere afdelingen maken grotendeels gebruik van bepantserde uitvoeringen van burgerauto's. Gedurende piketdiensten, waarbij men vierentwintig uur lang oproepbaar is, heeft men de beschikking over een persoonlijke dienstauto. Hiermee kunnen zij zich snel verplaatsen na een oproep. Het personeel moet allemaal een zogeheten Specialistische Rijopleiding (SRO) volgen. Binnen deze opleiding komt aan bod hoe men zich zo snel en veilig mogelijk door het verkeer kan verplaatsen. Ook de invloed van het extra gewicht van de bepantsering op de rijeigenschappen komt tijdens de opleiding aan bod. Verder worden er speciale manoeuvres aangeleerd; deze zogeheten autoprocedures maken het mogelijk om een zich in een auto verplaatsende verdachte snel en veilig te overmeesteren. De DSI heeft de beschikking over een uitgebreid en zeer gevarieerd wagenpark.

#### (Gepantserde) burgervoertuigen
| - Audi A4 - Audi A6 - Audi SQ7 - BMW 3-serie | - BMW 5-serie - BMW X5 - Mercedes-Benz C-Klasse - Mercedes-Benz E-Klasse | - Mercedes-Benz GLE - Mercedes-Benz Sprinter - Mercedes-Benz Vito - Škoda Superb | - Toyota Land Cruiser (uitsluitend in gebruik bij M-squadron) - Volkswagen Passat - Volkswagen Transporter - Volvo S60 |

#### Pantserwielvoertuigen
Tevens heeft de DSI de beschikking over een aantal pantserwielvoertuigen, tevens bekend als armoured personnel carriers of kortweg APC's. Deze zwaar gepantserde voertuigen zijn van het model Lenco BearCat en Lenco Bear. Deze voertuigen worden gebruikt bij invallen met een hoog risico op vuurwapengeweld of andere bijzonder dreigende omstandigheden. Een aantal voertuigen van de DSI zijn uitgerust met een Mobile Adjustable Ramp System (MARS) of Articulating Ramp Conversion (ARC)-systeem, gefabriceerd door het Amerikaanse bedrijf PATRIOT3. Deze systemen sturen hydraulisch aangestuurde ramps aan, waardoor ook objecten op hoogte relatief makkelijk kunnen worden binnengetreden. Verder kan er in het geval van een vliegtuigkaping gebruik worden gemaakt van de YPR-765 AAV (Aircraft Assault Vehicle) van de Koninklijke Marechaussee, dit pantserrupsvoertuig is speciaal aangepast voor het bestormen van vliegtuigen.

#### Motorfietsen
Ook zijn er meerdere motorfietsen in gebruik binnen de DSI. De motoren kunnen bij meerdere scenario's worden ingezet, bijvoorbeeld voor de aanhouding van verdachten die zich te voet verplaatsen. Deze DSI-operators krijgen voor het opereren met de motor een gespecialiseerde rijopleiding. De DSI heeft de beschikking over verschillende modellen, onder andere motoren van BMW en KTM worden gebruikt.

#### Helikopters
Zoals eerder genoemd voorziet het reactieconcept van de DSI in drie middelzware helikopters om in geheel Nederland snel voldoende personeel en slagkracht te kunnen inzetten in voor rechtshandhaving en (direct) levensbedreigende omstandigheden; de Quick Reaction Air (QRA). Hiervoor kan van drie AgustaWestland AW139 helikopters van de Dienst Luchtvaartpolitie gebruik worden gemaakt.

## ATLAS
De DSI is de Nederlandse vertegenwoordiging binnen het ATLAS-netwerk. ATLAS is een samenwerkingsverband van Europese interventie-eenheden gericht op gezamenlijke training en eventuele bijstand bij grootschalige terreuraanslagen. Sinds 2018 beschikt ATLAS over een ondersteuningsbureau gevestigd in het hoofdkwartier van Europol in Den Haag. De opening van dit ondersteuningsbureau werd gevierd met een demonstratie van DSI- en Oostenrijkse EKO Cobra-operators.